# Billy Milner
Willie Perry Milner, detto Billy (Atlanta, 21 giugno 1972), è un ex giocatore di football americano statunitense che ha giocato nel ruolo di offensive tackle nella National Football League. Fu scelto come 25º assoluto nel Draft NFL 1995 dai Miami Dolphins. Al college ha giocato a football alla Università di Houston.

## Carriera professionistica
Milner fu scelto nel primo giro del Draft 1995 dai Miami Dolphins. Partì come titolare in nove partite nella sua prima stagione, venendo inserito nella formazione ideale dei rookie. Fu scambiato coi St. Louis Rams nella sua seconda stagione per il tight end Troy Drayton ma subì un infortunio al collo che pose fine a una promettente carriera.

## Palmarès
- All-Rookie team - 1995

## Statistiche
| Partite totali      | 29 |
| Partite da titolare | 9  |